# 本星崎駅
本星崎駅（もとほしざきえき）は、愛知県名古屋市南区星宮町にある名古屋鉄道名古屋本線の駅である。駅番号はNH28。
この駅が出来た時に現在の名鉄常滑線柴田駅が「星崎駅」を名乗っていたため、この駅名となった。

## 歴史
- 1917年（大正6年）5月8日 - 愛知電気鉄道の駅として開業。
- 1935年（昭和10年）8月1日 - 名岐鉄道への合併により名古屋鉄道が発足したため、同社の駅となる。
- 2004年（平成16年）9月15日 - 「トランパス」導入[3]。駅舎を改築し無人化[4]。
- 2011年（平成23年）2月11日 - ICカード乗車券「manaca」供用開始。
- 2012年（平成24年）2月29日 - 「トランパス」供用終了。

## 駅構造
相対式2面2線ホームを持つ地上駅。終日無人駅で、駅集中管理システム（管理駅は神宮前駅）が導入されている。ホームは6両分。互いのホームは跨線橋でつながっている。線路は当駅から天白川へ向かってS字状にカーブしており、ホームも半径360mの曲線（制限80km/h）内にあって強くカーブしている。そのためホームの見通しが悪く、2番線には乗務員支援のための監視モニターが設置されている。駅舎が下りホームに有り、以前は上りホームに早朝・深夜、愛知県立名古屋工科高等学校登校時間帯に利用できる臨時出入口が設けられていたが、トランパス利用開始に伴う駅集中管理システム導入の際、廃止され、車椅子利用者のための出入口と化した。なお名古屋工科高校方面とは、改札外すぐ南側の地下通路を通って行き来することができる。
山崎川・天白川間連続立体交差事業に伴う駅高架化計画があり、2020年度内に環境アセスメント準備書作成に向けて調査を進める方針となっている（高架化完了は早くて2030年代半ば〜後半となる）。
| 番線 | 路線          | 方向 | 行先                 |
| ---- | ------------- | ---- | -------------------- |
| 1    | NH 名古屋本線 | 下り | 金山・名鉄名古屋方面 |
| 2    | NH 名古屋本線 | 上り | 東岡崎・豊橋方面     |

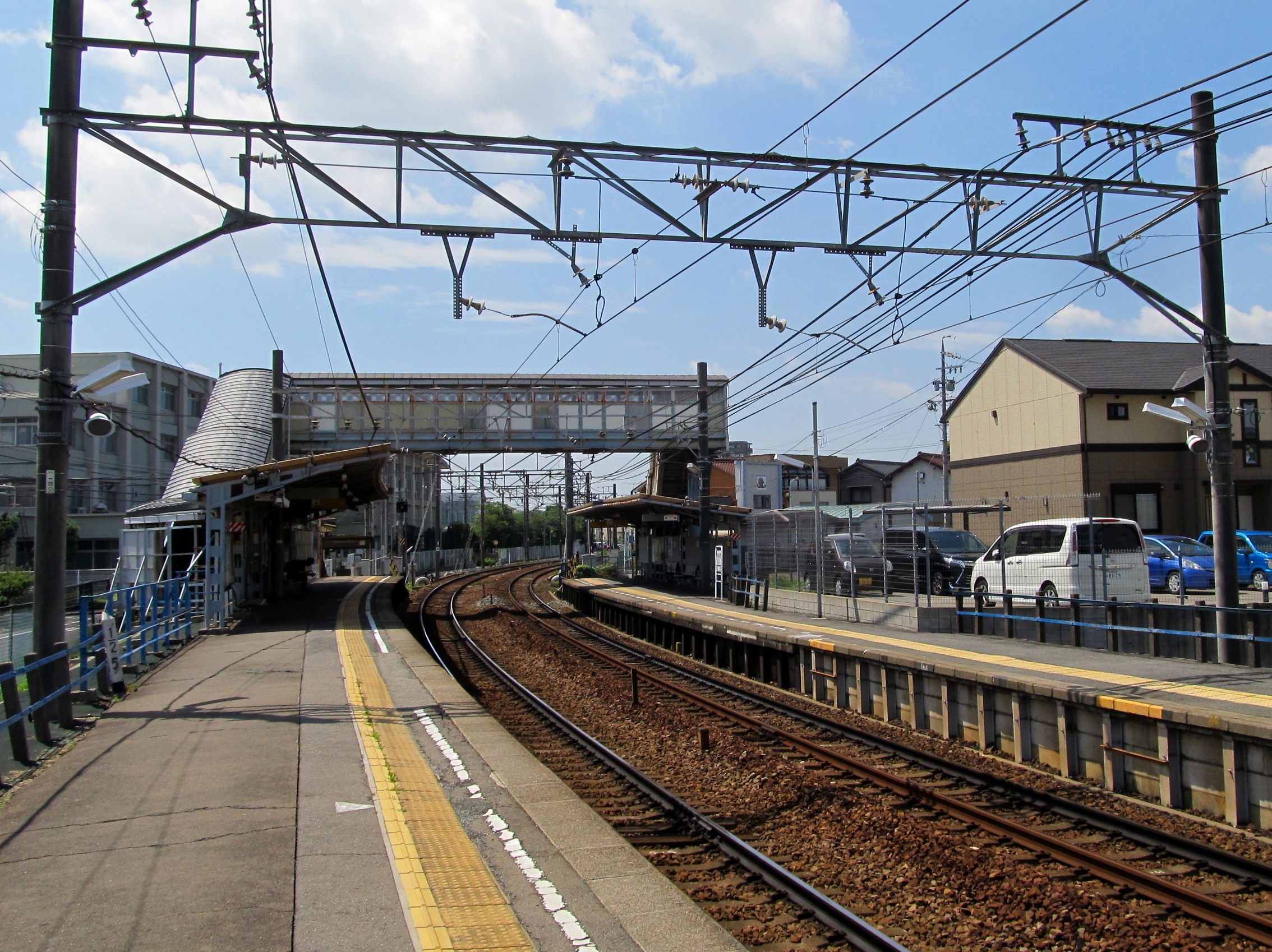
ホーム
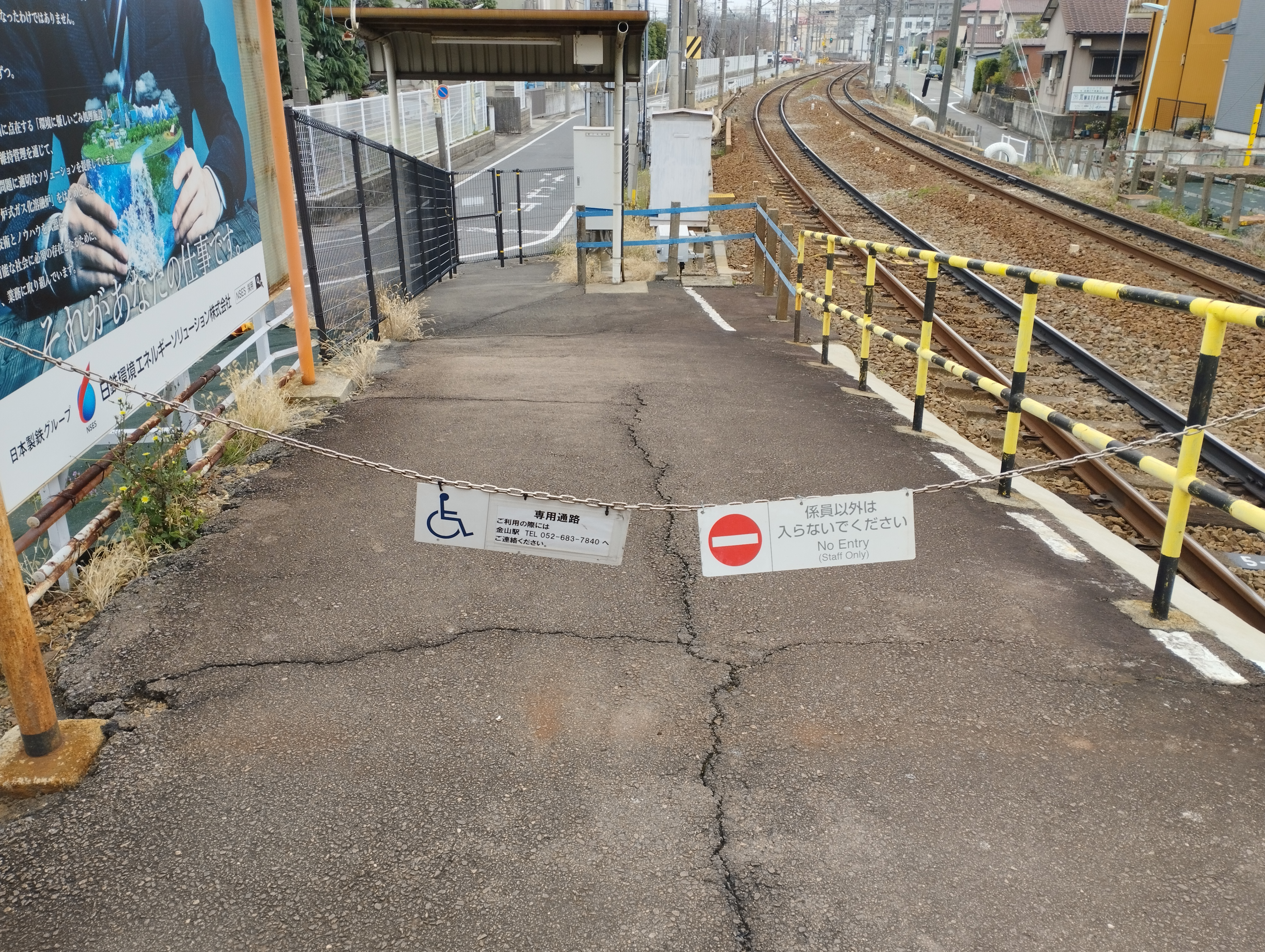
上りホームの車椅子専用通路（元・臨時出入口）
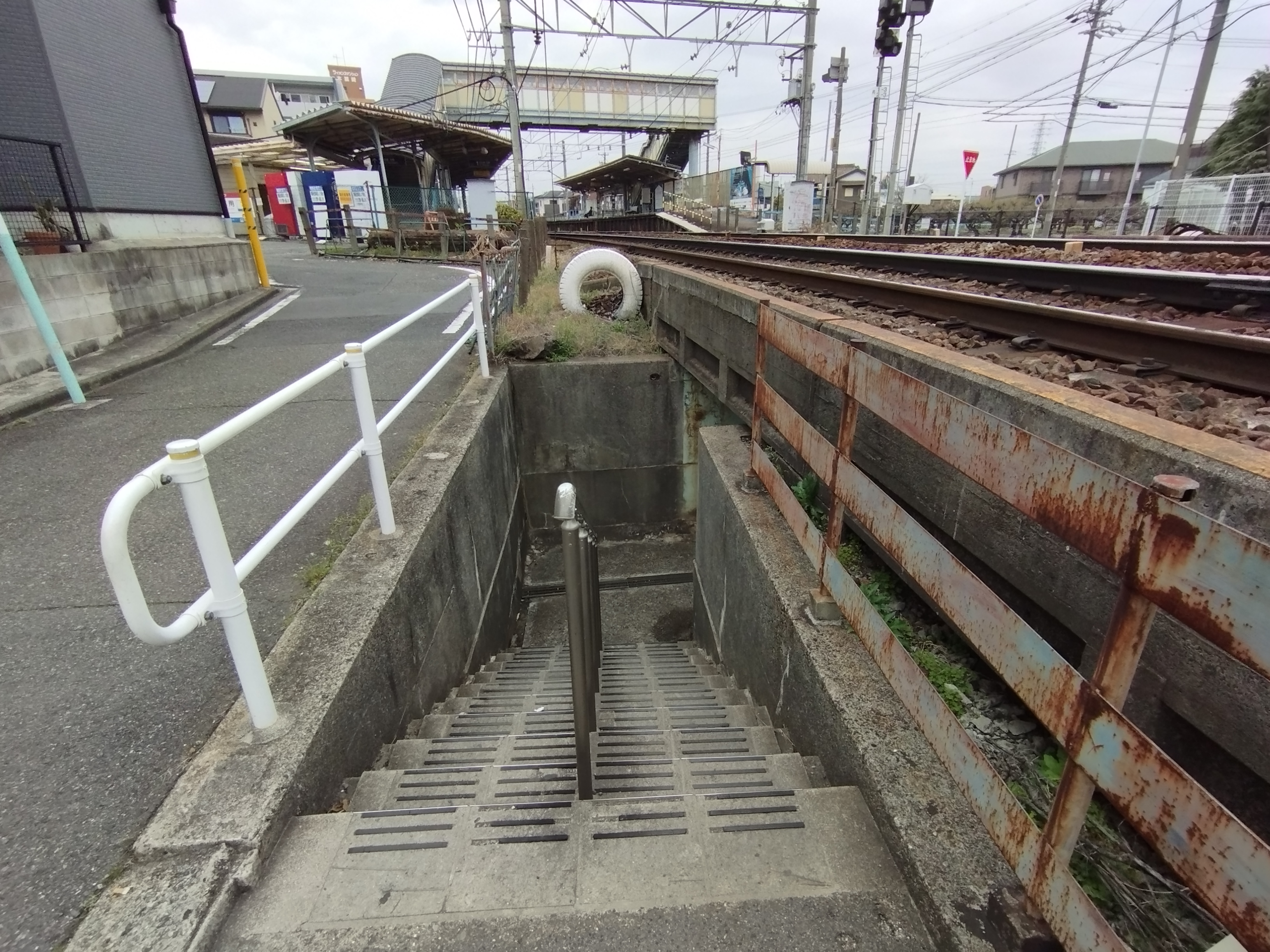
改札外にある地下通路
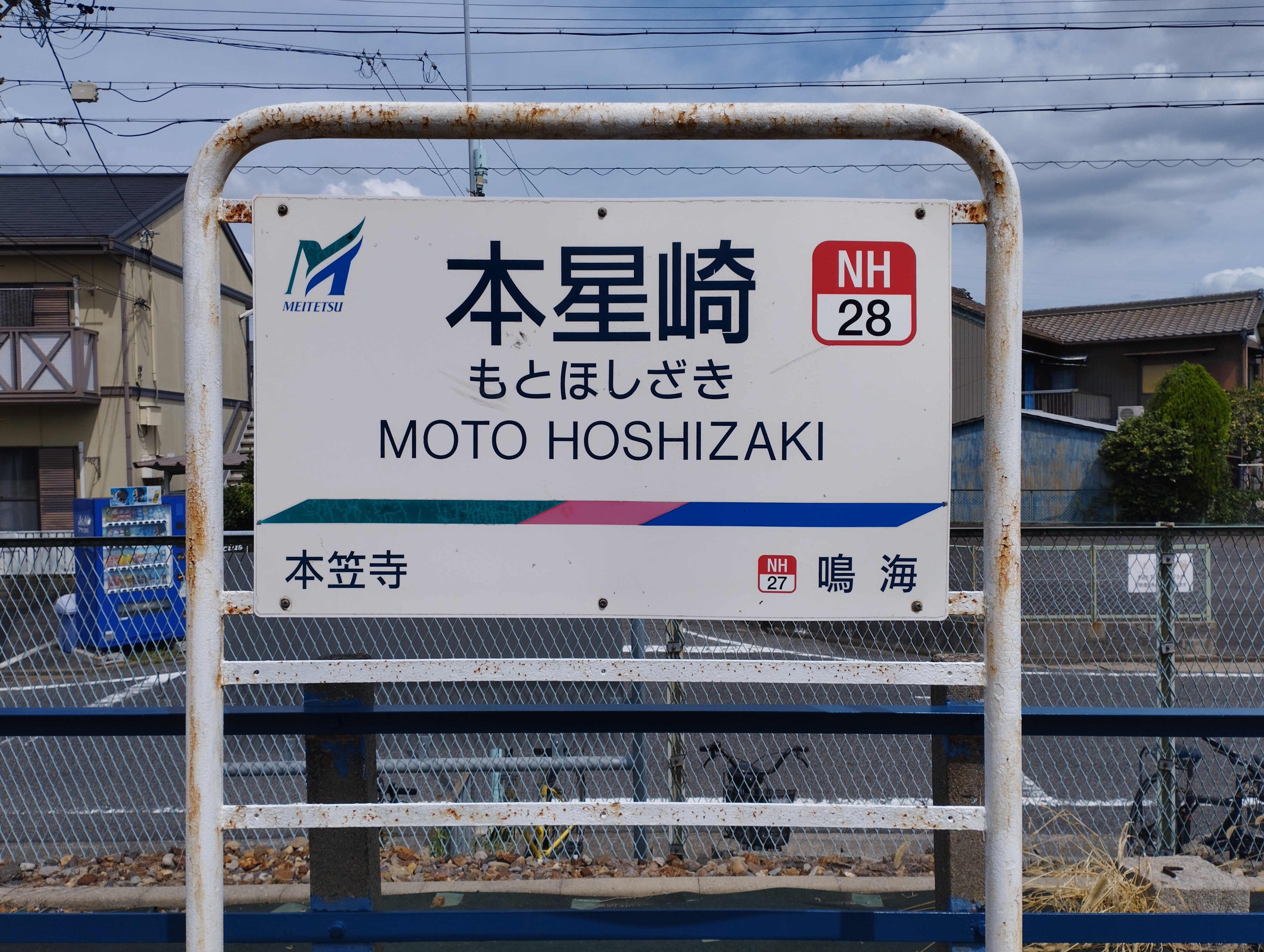
駅名標

### 配線図
| ← 東岡崎・ 豊橋方面 | 本星崎駅 構内配線略図 | → 神宮前・ 名古屋方面 |
| 凡例 出典:          |                       |                       |

## 利用状況
- 「移動等円滑化取組報告書」によれば、2021年度の1日平均乗降人員は3,741人である[1]。
- 『名鉄120年：近20年のあゆみ』によると2013年度当時の1日平均乗降人員は4,019人であり、この値は名鉄全駅（275駅）中107位、名古屋本線（60駅）中31位であった[10]。
- 『名古屋鉄道百年史』によると1992年度当時の1日平均乗降人員は4,395人であり、この値は岐阜市内線均一運賃区間内各駅（岐阜市内線・田神線・美濃町線徹明町駅 - 琴塚駅間）を除く名鉄全駅（342駅）中106位、 名古屋本線（61駅）中32位であった[11]。
- 『名古屋市統計年鑑』によると、2019年度の1日平均乗車人員は2,208人である。各年度の1日平均乗車人員は以下の通り[12]。

| 年度   | 1日平均 乗車人員 |
| ------ | ---------------- |
| 2000年 | 1,792            |
| 2001年 | 1,757            |
| 2002年 | 1,709            |
| 2003年 | 1,711            |
| 2004年 | 1,707            |
| 2005年 | 1,703            |
| 2006年 | 1,705            |
| 2007年 | 1,685            |
| 2008年 | 1,698            |
| 2009年 | 1,740            |
| 2010年 | 1,816            |
| 2011年 | 1,844            |
| 2012年 | 1,825            |
| 2013年 | 2,002            |
| 2014年 | 2,063            |
| 2015年 | 2,193            |
| 2016年 | 2,229            |
| 2017年 | 2,250            |
| 2018年 | 2,213            |
| 2019年 | 2,208            |

## 駅周辺
- 星宮社
- 名古屋星崎郵便局
- 名古屋市立笠寺小学校
- 愛知県立名古屋工科高等学校
- 天白川緑地
- 平安会館星崎斎場
- 愛知県道36号諸輪名古屋線（当駅南方で平面交差）
- 愛知県道223号笠寺星崎線
- 国道1号
- なるぱーく
  - スーパーマーケットバローなるぱーく店

## バス路線
駅前にバス停はないが、近隣にいくつか設置されている。
名古屋市営バス
- 「名古屋工科高校」停留所
  - 鳴子15系統：地下鉄鳴子北 - 名古屋工科高校 - 鳴尾車庫
- 「本星崎町」停留所
  - 金山18系統：金山 - 本星崎町 - 要町
  - 基幹1系統：栄 - 本星崎町 - 星崎 - 鳴尾車庫

## 隣の駅
名古屋鉄道
NH 名古屋本線
□快速特急・■特急・■急行・■準急
通過
■普通
鳴海駅（NH27） - 本星崎駅（NH28） - 本笠寺駅（NH29）
※ かつては当駅 - 本笠寺駅間に東笠寺駅が存在した。